# Симиренко Федір Степанович
Федір Степанович Симиренко (*1780-ті, Платонів хутір — †1867) — один з перших в Україні підприємців-цукрозаводчиків.

## Біографія
Народився в кінці 18 століття на Платоновому хуторі поблизу міста Городища (тепер Черкаська область) в козацькій родині, але згодом потрапив до кріпацтва. За родинними переказами, предки Симиренків були козаками, а дід Федора, Андрій Симиренко разом із сином Степаном (батьком Федора) відмовилися присягати Катерині ІІ, через що були «жалувані» кріпаками графині Браницькій.
Федір виявився хазяйновитою людиною з неабияким підприємницьким талантом, тож за короткий час зумів нажити такі статки, щоб самому викупитися із кріпацтва, а згодом викупити і всю свою велику родину. Одружившись із дочкою колишнього смілянського кріпака Настею Яхненко, у 1820—1830-их роках Симиренко разом зі своїм тестем Михайлом Яхненком орендував млини, торгував хлібом, худобою й шкіряним крамом та викупився з кріпацтва.
У спілці з братами Яхненками (синами Михайла) Симиренко заснував фірму «Брати Яхненки і Симиренко», яка 1834 року спорудила перший в Україні і взагалі в Російській імперії механічний (паровий) пісково-рафінадний завод у селі Ташлику (тепер Черкаського району), у 1848 році — Городищенський пісково-рафінадний завод біля села Млієва. В 30-40 роках ХІХ століття фірма стала на півдні Росії провідною за обсягами торгівлі зерном, борошном, живою худобою, шкірами, збіжжям.
За визначні заслуги Федору Симиренку та братам Яхненкам у 1832 р. було надане звання спадкових почесних громадян Росії. Грамоти, що засвідчували це, їм вручив особисто імператор Микола І під час приїзду до Києва.
В 1846 р. почав роботу машинобудівний завод у Млієві, який випускав головним чином обладнання й машини для цукроварень і деталі для інших підприємств. На цьому ж заводі були побудовані й перші пароплави для Дніпра — «Українець» і «Ярослав Мудрий», що курсували між Києвом і Кременчуком.
У Млієві для робітників звели ціле промислове містечко на 160 будиночків. Тут працювали безкоштовні технічне училище та заводська школа, в якій дітям робітників викладали вчителі з університетською освітою, бібліотека, лікарня на 100 місць, парова лазня, крамниця та їдальня. При школі функціонував спортзал, працював аматорський театр. У містечку був свій водогін і газове освітлення вулиць. Для робітників були створені всі умови для праці, гарантувався соціальний захист на випадок старості чи каліцтва.

## Родина
Федір Симиренко одружився з Анастасією Михайлівною Яхненко (дочкою Михайла Яхненка та сестрою Кіндрата, Терентія та Степана Яхненків), і вони мали 22 дитини, з яких лише 8 дожили до дорослого віку.
Найвідомішими з нащадків стали сини Платон та Василь. Також мав сина Михайла.